# 邱榮光
邱榮光，JP（1957年—）, 平和基金主席及環保協進會主席，曾任香港大埔區議會委任議員。邱榮光於2007年榮獲行政長官社區服務獎狀，2012年，獲政府委任為太平紳士。

## 簡介
邱榮光，大埔客家原居民，在大埔土生土長。就讀英華書院、理工大學機械工程系文憑。1984年，移居英國倫敦，(Drapers獎學金)英國倫敦大學工程學士(壹級榮譽)學士，1994年瑪麗女王學院完成博士學位。先後在GEC阿爾斯道和香港電燈公司就職，回到香港，在再生能源、節能、減排方面帶回新的理念和科技。

## 環保協進會(大埔環保會)
邱榮光於1997年與一班關注環境保護的人士成立大埔環保會：推廣及提倡環境保育的教育及認知；鼓勵市民關注環境問題，從而參與環境保育工作以改善身處的環境；促進居民參與本區事務，同時放眼香港，鼓勵居民參與全港及全球性環境及社會事務；對香港的環境問題，提供建設性的評論及建議。第一個發起的大規模項目是反對吐露港填海計劃。後來填海計劃沒有了下文，但大埔環保會仍然保留，並以推動區內及香港環保活動為目標。
吐露港工程圍板美化(壁畫)工程，首創工程圍板美化工程，全程300米，有30個團體參與，之後科學園、黃大仙等區的大型工程圍板亦參照模仿，以此美化環境。
鳳園蝴蝶保育區：大埔環保會獲環保基金資助，成立全港第一個蝴蝶保育區，成就政府、社團和私人土地的融合發展，鳳園已被列入「具特殊科學價值地點」，甚具保育價值。
地質教育中心：2011年成立地質教育中心，協助香港地質公園成功申報國際地質公園。2011年9月17日，香港地質公園獲聯合國教科文組織列入世界地質公園名錄，成為中國第26個世界級地質公園，亦是罕有位於國際大都會中的世界地質公園。
樂活計劃蝴蝶效應：先後在香港各區推行樂活節能，由大埔開始、成功擴展至將軍澳、北區、黃大仙、九龍等各區。
大埔環保會亦陸續開設了傳統智慧樂活館、塑膠回收棧和登「綠」長洲三個環保中心。
2013年正式更名為：環保協進會

## 社區服務
2007年香港區議會選舉後，被委任為大埔區議會議員。
2012年，再次被政府委任為大埔區議員。
2008年 邱榮光議員倡議建寵物公園，獲區議會支持，2009年，大埔廣福公園改建成全港首個的寵物公園，其他地區紛紛仿效。

## 其他公職
1. 鳳園蝴蝶保育區顧問委員會主席
2. 新界鄉議局增選執行委員2009 -
3. 平和基金諮詢委員會主席
4. 城市規劃委員會委員2010 -
5. 西九文化管理局諮詢委員會委員
6. 職業訓練局客席教授
7. 土地及建設諮詢委員會委員2009 -
8. 香港環境咨詢委員會委員2006 -
9. 郊野公園及海岸公園委員會2005 -
10. 大埔公民教育委員會, 副主席2004 -
11. 非物質文化遺產委員會2008 - 2010
12. 中醫藥管理委員會中醫組2005 – 9/2008
13. 脊醫管理局2003 – 8/2007
14. 21世紀教育,文化,環境,政策工作小組1999
15. 環境運動委員會工作小組1999 - 2004
16. 義工協調委員會 大埔及北區2000 – 2008
17. 大埔區議會增選委員	1996 – 1999
18. 香港基督少年軍 副主席、訓練、國際事工、主席2001 – 2007
19. 香港可持續發展議會執委1999 – 2007

## 作品
1. '節能社區蝴蝶效應地區6'大埔樂活2，2013年，大埔環保會，ISBN 978-988-15271-7-2；
2. 節能社連續事件簿5，2012年，大埔環保會，ISBN 978-988-15271-5-8；
3. 樂活特刋，2012年，大埔環保會，ISBN 978-988-15271-4-1；
4. 香港觀蝶入門手冊，2011年，大埔環保會，ISBN 978-988-15271-1-0；
5. 蹓躂東北-近觀地質、生態及漁民，2011年，大埔環保會，ISBN 978-988-15271-2-7；
6. 專業團體節能革命，2011年，大埔環保會，ISBN 978-988-18530-9-7；
7. 節能社區連續事件簿(1)，2011年，大埔環保會，ISBN 978-988-18530-0-4；
8. 悠然生活，2010年，大埔環保會，ISBN 978-988-18530-6-6；
9. 常善救物 故無棄物，2010年，大埔環保會，ISBN 978-988-18530-4-2;
10. 噸噸愛地球 樂活篇，2010年，大埔環保會，ISBN 978-988-18530-5-9；
11. 大廈節能攻略實戰篇，2009年，大埔環保會，ISBN 978-988-18530-1-1；
12. 奇妙的旅程，2009年，大埔環保會，ISBN 978-988-98678-9-8；
13. 減碳大使手冊，2009年，大埔環保會，ISBN 978-988-18530-3-5；
14. ABC地帶，2009年，大埔環保會，ISBN 978-988-18530-2-8；
15. 移動的城市—大埔生態文化手冊，2009年，大埔環保會，ISBN 978-988-986784-3；
16. 鳯園—人蝶結緣，2008年，大埔環保會，ISBN 978-988-98675-5-0；
17. 噸噸抗暖化 導師手冊，2008年，大埔環保會，ISBN 978-988-98678-6-7；
18. 噸噸愛地球 學校篇，2008年，大埔環保會，ISBN 978-988-98678-7-4；
19. 綠色鄉郊行動2008年，大埔環保會，ISBN 978-988-98675-8-1；
20. 先導地區回收計劃-教材套，2007年大埔環保會，ISBN 978-988-98678-2-9；
21. 大埔文化歷史，2007年，;
22. BB Log ，2006年;香港基督少年軍，ISBN 978-988-98675-2-2；
23. BB記事簿，2005年;香港基督少年軍，ISBN 978-988-98675-1-6；
24. 迷失的沙羅洞—文化與生態，2005年; 大埔環保會、萬里機構、萬里書店，ISBN 962-14-2843-2；
25. 大埔生態手冊，2005年;
26. 綠色屋邨管理，2005年；
27. 蝶鳥舞動-鳳園2004年; 大埔環保會、萬里機構、萬里書店，ISBN 962-14-3036-4；
28. 區議員綠色手冊2004年;

## 外部連結
- 大埔環保會 （页面存档备份，存于）
- 鳳園蝴蝶保育區 （页面存档备份，存于）
- 綠創生活環保教育計劃2007
- 訪問大埔環保會邱榮光博士